# Ingye-dong
Ingye-dong (koreanska: 인계동) är en stadsdel i staden Suwon i provinsen Gyeonggi i den nordvästra delen av Sydkorea, 30 km söder om huvudstaden Seoul.  Den ligger i stadsdistriktet Paldal-gu.